# Brakowo (Świsłocz)
Brakowo – część Świsłoczy na Białorusi. 
Dawna okolica szlachecka Gorzkowskich. W czasach zaborów wieś w granicach Imperium Rosyjskiego, w guberni grodzieńskiej, w powiecie grodzieńskim. 
W latach 1921–1939 ówczesny folwark należał do gminy Łasza, powiatu grodzieńskiego w ówczesnym województwie białostockim.
Według Powszechnego Spisu Ludności z 1921 roku folwark zamieszkiwało 16 osób, 11 było wyznania rzymskokatolickiego a 5 prawosławnego. Jednocześnie 11 mieszkańców zadeklarowało polską przynależność narodową, a 5 białoruską. Były tu 2 budynki mieszkalne.
Miejscowość należała do parafii prawosławnej w Indurze i rzymskokatolickiej w Zaniewiczach. Podlegała pod Sąd Grodzki w Indurze i Okręgowy w Grodnie; właściwy urząd pocztowy mieścił się w Kwasówce.
W wyniku napaści ZSRR na Polskę we wrześniu 1939 miejscowość znalazła się pod okupacją sowiecką. 2 listopada została włączona do Białoruskiej SRR. 4 grudnia 1939 włączona do nowo utworzonego obwodu białostockiego. Od czerwca 1941 roku pod okupacją niemiecką. 22 lipca 1941 r. włączona w skład okręgu białostockiego III Rzeszy. W 1944 miejscowość została ponownie zajęta przez wojska sowieckie i włączona do obwodu grodzieńskiego Białoruskiej SRR.
Od 1991 r. w składzie niepodległej Białorusi.